# Strophius
Genre
Strophius est un genre d'araignées aranéomorphes de la famille des Thomisidae.

## Distribution
Les espèces de ce genre se rencontrent en Amérique du Sud et en Amérique centrale.

## Liste des espèces
Selon World Spider Catalog (version 18.0, 25/02/2017) :
- Strophius albofasciatus Mello-Leitão, 1929
- Strophius fidelis Mello-Leitão, 1929
- Strophius hirsutus O. Pickard-Cambridge, 1891
- Strophius levyi Soares, 1943
- Strophius mendax Mello-Leitão, 1929
- Strophius nigricans Keyserling, 1880
- Strophius signatus O. Pickard-Cambridge, 1892

## Publication originale
- Keyserling, 1880 : Die Spinnen Amerikas, I. Laterigradae. Nürnberg, vol. 1, p. 1-283 (texte intégral).